# Дахили-Даш
Дахили-Даш, Внутренний Камень (азерб. Daxili Daş adası) — остров в Каспийском море, средне-восточного побережья Азербайджана. Один из островов Дашского архипелага. Высота острова невелика. Остров имеет длинную и узкую форму.

## Источник
- Yachting & Boating - Improtex. Архивировано из оригинала 13 июля 2014 года.